# Затополиці
Затополиці (пол. Zatopolice) — село в Польщі, у гміні Закшев Радомського повіту Мазовецького воєводства.
Населення — 390 осіб (2011).
У 1975-1998 роках село належало до Радомського воєводства.

## Демографія
Демографічна структура станом на 31 березня 2011 року:
|          | Загалом | Допрацездатний вік | Працездатний вік | Постпрацездатний вік |
| -------- | ------- | ------------------ | ---------------- | -------------------- |
| Чоловіки | 199     | 59                 | 125              | 15                   |
| Жінки    | 191     | 57                 | 102              | 32                   |
| Разом    | 390     | 116                | 227              | 47                   |